# 6e cérémonie des Chlotrudis Awards
La 6e cérémonie des Chlotrudis Awards, décernés par la Chlotrudis Society for Independent Film, a eu lieu le 8 avril 2000, et a récompensé les meilleurs films indépendants de l'année précédente.

## Palmarès

### Meilleur film
- Magnolia – Réal. : Paul Thomas Anderson
  - After Life (ワンダフルライフ) – Réal. : Hirokazu Koreeda
  - American Beauty – Réal. : Sam Mendes
  - Dans la peau de John Malkovich (Being John Malkovich) – Réal. : Spike Jonze
  - Boys Don't Cry – Réal. : Kimberly Peirce
  - Le Géant de fer (The Iron Giant) – Réal. : Brad Bird
  - Rushmore – Réal. : Wes Anderson
  - L'Honneur des Winslow (The Winslow Boy) – Réal. : David Mamet

### Meilleur réalisateur
- Spike Jonze pour Dans la peau de John Malkovich (Being John Malkovich)
  - Paul Thomas Anderson pour Magnolia
  - Bernardo Bertolucci pour Shandurai (L'assedio)
  - Joan Chen pour Xiu Xiu (天浴)
  - David Mamet pour L'Honneur des Winslow (The Winslow Boy)
  - Sam Mendes pour American Beauty
  - Kimberly Peirce pour Boys Don't Cry
  - Tom Tykwer pour Cours, Lola, cours (Lola rennt)

### Meilleur acteur
- Kevin Spacey pour le rôle de Lester Burnham dans American Beauty
  - Matthew Broderick pour le rôle de Jim McAllister dans L'Arriviste (Election)
  - Rupert Everett pour le rôle de Lord Arthur Goring dans Un mari idéal (An Ideal Husband)
  - Richard Farnsworth pour le rôle d'Alvin Straight dans Une histoire vraie (The Straight Story)
  - Bob Hoskins pour le rôle de Joe Hilditch dans Le Voyage de Félicia (Felicia's Journey)
  - Don McKellar pour le rôle de Patrick Wheeler dans Last Night
  - Jason Schwartzman pour le rôle de Max Fischer dans Rushmore
  - Ben Silverstone pour le rôle de Steven Carter dans Comme un garçon (Get Real)

### Meilleure actrice
- Hilary Swank pour le rôle de Brandon Teena dans Boys Don't Cry
  - Annette Bening pour le rôle de Carolyn Burnham dans American Beauty
  - Élodie Bouchez pour le rôle d'Isabelle 'Isa' Tostin dans La Vie rêvée des anges
  - Julianne Moore pour le rôle de Sarah Miles dans La Fin d'une liaison (The End of the Affair) et pour le rôle de Mrs. Laura Cheveley dans Un mari idéal (An Ideal Husband)
  - Sandra Oh pour le rôle de Sandra dans Last Night
  - Rebecca Pidgeon pour le rôle de Catherine Winslow dans L'Honneur des Winslow (The Winslow Boy)
  - Sarah Polley pour le rôle de Ronna Martin dans Go et pour le rôle de Harper Sloane dans Une histoire d'initiation (Guinevere)
  - Franka Potente pour le rôle de Lola dans Cours, Lola, cours (Lola rennt)
  - Reese Witherspoon pour le rôle de Tracy Flick dans L'Arriviste (Election)

### Meilleur acteur dans un second rôle
- Philip Seymour Hoffman pour le rôle de Phil Parma dans Magnolia et pour le rôle de Freddie Miles dans Le Talentueux Mr Ripley (The Talented M.. Ripley)
  - Wes Bentley pour le rôle de Ricky Fitts dans American Beauty
  - Tom Hollander pour le rôle de Darren dans Des chambres et des couloirs (Bedrooms and Hallways)
  - John Malkovich pour le rôle de John Horatio Malkovich dans Dans la peau de John Malkovich (Being John Malkovich)
  - Jonny Lee Miller pour le rôle d'Edmund Bertram dans Mansfield Park
  - Bill Murray pour le rôle de Herman Blume dans Rushmore et pour le rôle de Tommy Crickshaw dans Broadway, 39e rue (Cradle Will Rock)
  - Haley Joel Osment pour le rôle de Cole Sear dans Sixième Sens (The Sixth Sense)
  - Liev Schreiber pour le rôle de Marty Kantrowitz dans Le Choix d'une vie (A Walk On The Moon)

### Meilleure actrice dans un second rôle
- Catherine Keener pour le rôle de Maxine Lund dans Dans la peau de John Malkovich (Being John Malkovich)
  - Cate Blanchett pour le rôle de Lady Gertrude Chiltern dans Un mari idéal (An Ideal Husband) et pour le rôle de Meredith Logue dans Le Talentueux Mr Ripley (The Talented M.. Ripley)
  - Toni Collette pour le rôle de Lynn Sear dans Sixième Sens (The Sixth Sense)
  - Joan Cusack pour le rôle de Cheryl Lang dans Arlington Road et pour le rôle de Peggy Flemming dans Just Married (ou presque) (Runaway Bride)
  - Cameron Diaz pour le rôle de Lotte Schwartz dans Dans la peau de John Malkovich (Being John Malkovich)
  - Cherry Jones pour le rôle de Hallie Flanagan dans Broadway, 39e rue (Cradle Will Rock)
  - Chloë Sevigny pour le rôle de Lana Tisdel dans Boys Don't Cry
  - Sissy Spacek pour le rôle de Rose Straight dans Une histoire vraie (The Straight Story)

### Meilleur scénario
- Dans la peau de John Malkovich (Being John Malkovich) – Charlie Kaufman
  - American Beauty – Alan Ball
  - L'Arriviste (Election) – Alexander Payne et Jim Taylor
  - eXistenZ – David Cronenberg
  - Le Géant de fer (The Iron Giant) – Brad Bird et Tim McCanlies
  - Last Night – Don McKellar
  - Mansfield Park – Patricia Rozema
  - Rushmore – Wes Anderson et Owen Wilson
  - Sixième Sens (The Sixth Sense)  – M. Night Shyamalan

### Meilleure photographie
- Cours, Lola, cours (Lola rennt) – Frank Griebe
  - American Beauty – Conrad L. Hall
  - Shandurai (L'assedio) – Fabio Cianchetti
  - Les Amants du cercle polaire (Los amantes del círculo polar) – Gonzalo F. Berridi
  - Magnolia – Robert Elswit
  - Matrix (The Matrix) – Bill Pope
  - Sleepy Hollo – Emmanuel Lubezki
  - Une histoire vraie (The Straight Story) – Freddie Francis
  - Les Rois du désert (Three Kings) – Newton Thomas Sigel

### Chloe Award
- Helen Mirren

### Gertrudis Award
- Catherine Keener

### Taskforce Award
- Atom Egoyan